# Inbal Rabin-Lieberman
Inbal Rabin-Lieberman (hebreiska: ענבל ליברמן), född 9 oktober 1997, är en israelisk säkerhetskoordinator för kibbutzen Nir Am nära staden Sderot. Rabin-Lieberman har blivit uppmärksammad för sina insatser i försvaret av kibbutzen Nir Am vid Hamas attack mot Israel i oktober 2023. Vid attacken angreps över ett dussin kibbutzer, där kibbutzerna Nir Am och Ein HaBesor var de enda kibbutzer där inga invånare dödades.

## Biografi
Inbal Rabin-Liberman föddes i kibbutz Nir Am och var bosatt där i oktober 2023. Hon tjänstgjorde i en stridsenhet inom IDF och studerade senare vid Women's Leadership School.
I december 2022 utsåg kibbutzen Inbal Rabin-Lieberman till sin säkerhetskoordinator. Hennes arbetsuppgifter inkluderade att hjälpa till att säkra kibbutzen under nödsituationer, tills polis- eller militärförstärkningar kunde anlända. Innan hon utnämndes innehades positionen av hennes farbror Ami Rabin. Rabin-Lieberman blev den första kvinnan i kibbutzen att inneha positionen.
Den 7 oktober 2023 hörde Rabin-Lieberman ovanliga ljud nära kibbutzen. Hon gjorde en bedömning att ljuden kom från ett yttre hot och delade snabbt ut vapen bland de 12 medlemmarna i insatsgruppen som bemannades av kibbutzens invånare, inklusive hennes farbror. Hon sprang mellan husen, organiserade olika bakhåll runt kibbutzens gräns och ledde skyddsinsatserna för bosättningen.
Rabin-Lieberman och medlemmarna i insatsgruppen höll tillbaka angriparna fram tills IDF (israeliska militärstyrkor) anlände, och deras insatser bidrog till att Hamas attack inte orsakade några dödsoffer vid kibbutzen Nir Am.  Efteråt evakuerades hon tillsammans med andra invånare och inkvarterades på ett hotell i Tel Aviv. Den 9 oktober firade hon sin födelsedag, och borgmästare Ron Huldai kom förbi för att gratulera henne.
Rabin-Lieberman har blivit känd för sina insatser, och hennes namn har blivit ett begrepp. Den 7 november 2023, när Knesset-ledamoten Merav Michaeli(en) försökte kritisera minister Itamar Ben-Gvir för att ha försökt mildra kraven för vapenlicens, svarade ministern henne: "Var inte Merav, var Inbal."